# Llano de la Consolación

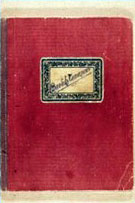
Diario de excavación de El Llano de la Consolación.

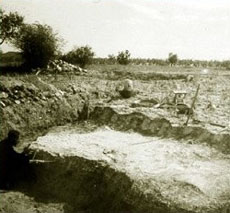
El arqueólogo Joaquín Sánchez Jiménez, durante la excavación.

El Llano de la Consolación es un yacimiento ibérico situado en el término municipal de Montealegre del Castillo (Albacete), en España, apenas a 8 km del yacimiento del Cerro de los Santos. Únicamente se ha excavado parte de la necrópolis de la que proceden numerosos restos escultóricos. Las sepulturas eran de incineración y en la urna se introducían los huesos restantes de la cremación así como algún objeto de ajuar. Las tumbas varían desde sencillas estructuras de adobe a otras más complejas construidas con sillares. 